# Annandagstoppane
Die Annandagstoppane (englisch Annandags Peaks) sind eine isolierte Gruppe von Nunatakkern im ostantarktischen Königin-Maud-Land. Sie ragen 24 km südwestlich der Gebirgsgruppe Juletoppane auf. Je nach Schneebedeckung lassen sich drei oder vier isolierte eisfreie Felskuppen unterscheiden, die zusammen eine Fläche von weniger als 0,1 km² bedecken.
Norwegische Kartografen kartierten sie anhand von Vermessungen und Luftaufnahmen der Norwegisch-Britisch-Schwedischen Antarktisexpedition (1949–1952). Ihr norwegischer Name bedeutet „Gipfel des Zweiten Weihnachtstags“.
Geologisch sind die Annandagstoppane aus etwa 3,1 Milliarden Jahre alten Graniten aufgebaut, die aus aufgeschmolzenen Sedimentgesteinen hervorgegangen sind. Aufgrund der chemischen Zusammensetzung und des Alters, werden diese Granite als ein bei der Öffnung des Südlichen Ozeans in Antarktika verbliebenes Fragment des Kaapvaal-Kratons gedeutet, der den Namen Grunehogna-Kraton erhielt.